# Little Totham
Little Totham – wieś w Anglii, w hrabstwie Essex, w dystrykcie Maldon. Leży 19 km na wschód od miasta Chelmsford i 67 km na północny wschód od Londynu.